# Гемски, Алеш
Алеш Гемски (чеш. Aleš Hemský; 13 августа 1983, Пардубице, Чехословакия) — чешский хоккеист, нападающий. Чемпион мира 2005 года, бронзовый призёр Олимпийских игр 2006 года и чемпионата мира 2012 года. Его последней командой был клуб НХЛ «Монреаль Канадиенс».

## Игровая карьера
Алеш Гемски начинал играть в хоккей в Пардубице. В 17 лет он перебрался в Канаду, играл два сезона в главной юниорской хоккейной лиге Квебека за «Халл Олимпикс».
В 2002 году дебютировал в НХЛ за «Эдмонтон Ойлерз». Самыми удачными годами в карьере Гемски стали 2004-2006 годы. В 2005 году он стал чемпионом Чехии, выступая за родной клуб «Пардубице» во время локаута в НХЛ. В том же году он стал чемпионом мира в составе сборной Чехии. В следующей сезоне Гемски установил личный рекорд результативности в регулярных чемпионатах НХЛ, набрав 77 очков в 81 матче. На Олимпийских играх в Турине Гемски завоевал бронзовую медаль. Он также помог «Эдмонтону» выйти в финал кубка Стэнли 2006 года, уступив «Каролине Харрикейнз» 3:4 в финальной серии. Сам Гемски очень ярко проявил себя в плей-офф, набрав 17 очков в 24 играх. В последующие годы Гемски продолжал выступать за «Эдмонтон», но часто получал травмы и пропускал много матчей.
5 марта 2014 года «Эдмонтон» обменял Алеша Гемски в «Оттаву Сенаторз» на выбор в пятом раунде драфта-2014 и в третьем раунде драфта-2015. Летом 2015 года Гемски, как неограниченно свободный агент, подписал 3-летний контракт с «Даллас Старз» с зарплатой $ 4 млн в год. В конце октября 2016 года он перенес операцию на бедре и пропустил полгода, сыграв лишь 15 матчей в сезоне 2016/17. После окончания контракта с «Далласом» подписал однолетнее соглашение на $ 1 млн с «Монреаль Канадиенс», но вновь провел лишь 7 матчей в сезоне из-за симптомов сотрясения мозга. После этого он так и не возобновил свою карьеру.

## Достижения
- Обладатель Майк Босси Трофи в 2001 году.
- Чемпион мира 2005.
- Чемпион Чехии 2005.
- Самый ценный игрок и лучший бомбардир (14 очков) Экстралиги 2005.
- Бронзовый призёр Олимпийских игр 2006.
- Бронзовый призёр чемпионата мира 2012.
- Финалист Кубка Стэнли 2006.

## Статистика
| Легенда | Легенда                    | Легенда | Легенда                   | Легенда | Легенда    |
| ------- | -------------------------- | ------- | ------------------------- | ------- | ---------- |
| И       | Количество проведённых игр | Штр     | Штрафное время            | +/−     | Плюс-минус |
| Г       | Голы                       | П       | Голевые передачи          | О       | Очки       |
| -       | Статистика неизвестна      | —       | Статистика не учитывалась |         |            |

## Семья
Гемски из хоккейной семьи. Его отец Петр Гемски (род. 04.03.1959 г.) — известный в Чехии тренер и спортивный менеджер.